# Villa Porto (Vivaro)
Villa Porto (nota anche come Villa da Porto Pedrotti) a Vivaro di Dueville (Vicenza) è una villa veneta del 1554, attribuita tradizionalmente all'architetto Andrea Palladio, ma non inclusa nell'elenco del patrimonio dell'umanità dell'UNESCO di "Vicenza e le ville palladiane del Veneto".

## Storia
Nel 1554 Paolo Porto spartisce con i propri fratelli l'eredità paterna acquisendo un fondo a Vivaro, a nord di Vicenza, dove nei quattro anni seguenti realizza una villa che la tradizione vorrebbe progettata da Palladio.
Il conte Paolo Porto, uno dei più potenti canonici della Cattedrale (nel 1550 è sul punto di diventare vescovo), è uomo colto e sofisticato, trascorre molto tempo a Roma, dov'è amico del cardinale Alessandro Farnese, e fra i suoi amici e parenti vicentini annovera committenti palladiani di primo piano come Giangiorgio Trissino, Biagio Saraceno, Bernardo Schio o Girolamo Garzadori. Tale rete di amicizie potrebbe averlo messo molto facilmente in contatto con Palladio, anche se, a ben guardare, l'architettura della villa pone più dubbi che certezze, mostrando diverse fasi costruttive successive che rendono ardua l'individuazione di un eventuale originario progetto palladiano: il pronao, ad esempio, s'innesta con evidente discontinuità sul corpo dominicale. Senza dubbio ottocentesche sono invece le due ali laterali, frutto di una postuma palladianizzazione della villa ad opera dell'architetto Antonio Caregaro Negrin.
La cappella della villa è dedicata a San Gaetano Thiene. L'altare è ottocentesco e conserva un dipinto giovanile di Francesco Maffei.

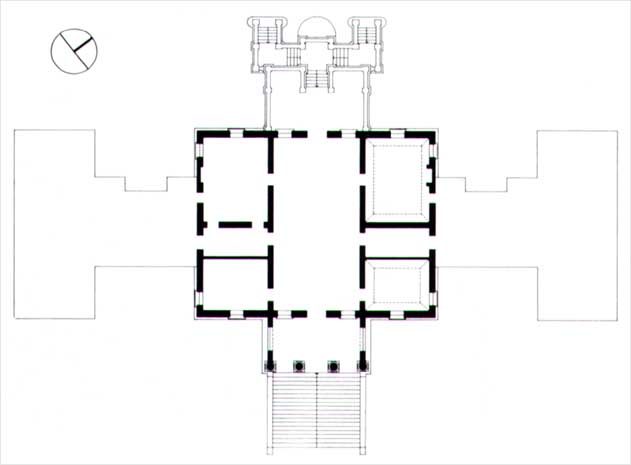
Pianta (Cevese 1971)
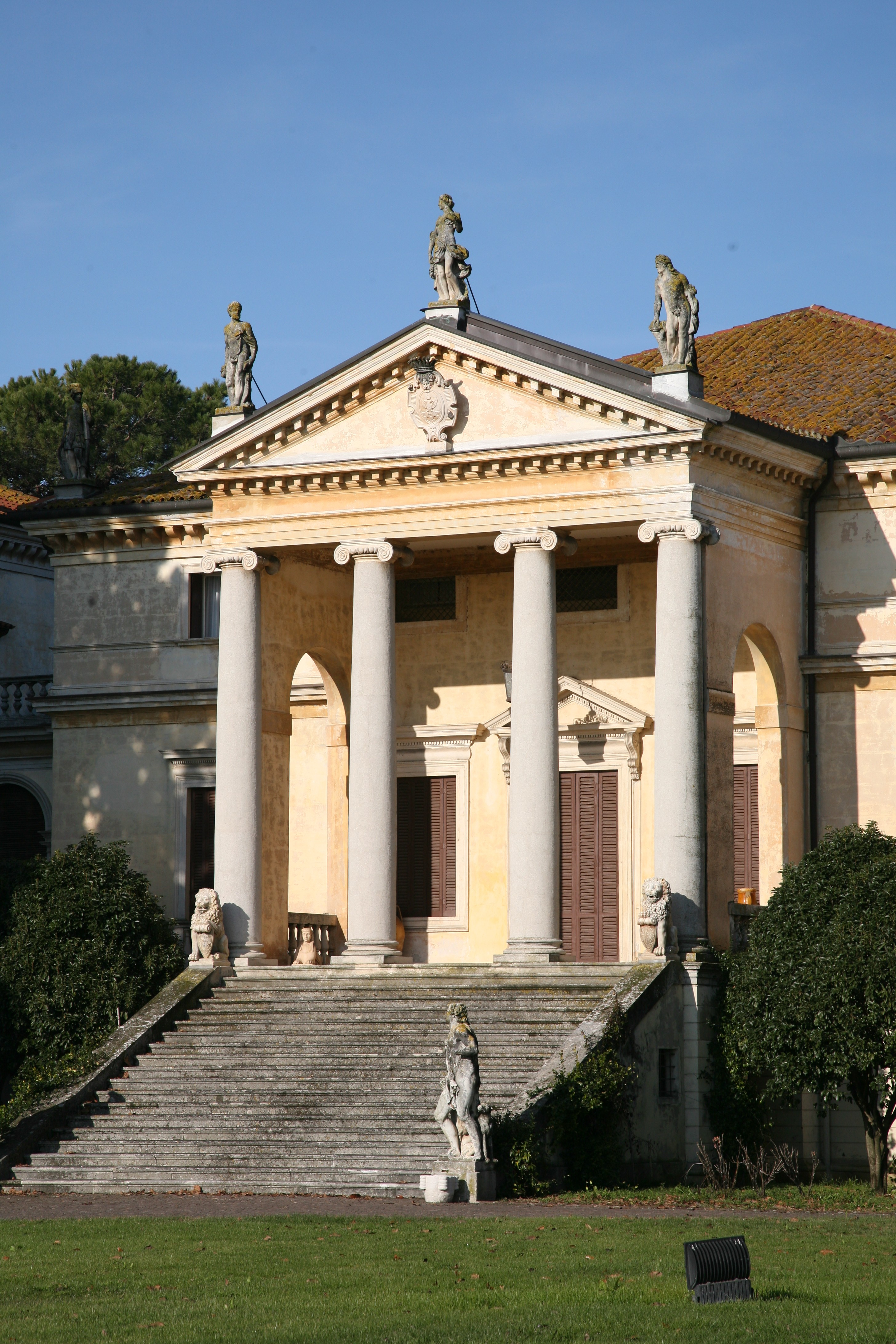
Il pronao